# Juan Camilo Zúñiga
Camilo Zúñiga Mosquera [chuan kamilo súniga moskera] (* 14. prosince 1985, Chigorodó, Kolumbie) je bývalý kolumbijský fotbalový obránce. Účastník Mistrovství světa 2014 v Brazílii.

## Klubová kariéra
Zúñiga začínal v profesionálním fotbale v roce 2008 v kolumbijském celku Atlético Nacional, s nímž vyhrál v letech 2005 a 2007 ligové trofeje. V červenci 2008 odešel za avizovanou částku 3 miliony eur do italského klubu AC Siena. Italský tisk ho přirovnával k Brazilcům Cafuovi a Robertu Carlosovi.
V červenci 2009 přestoupil do jiného italského celku SSC Neapol, se kterým vyhrál v sezonách 2011/12 a 2013/14 italský pohár Coppa Italia.

## Reprezentační kariéra
Camilo Zúñiga reprezentoval Kolumbii v mládežnickém výběru U20. Zúčastnil se Mistrovství světa hráčů do 20 let 2005 v Nizozemsku, kde Kolumbie vypadla v osmifinále s Argentinou po porážce 1:2.
V národním A-týmu Kolumbie debutoval v roce 2005.
Argentinský trenér Kolumbie José Pékerman jej vzal na Mistrovství světa 2014 v Brazílii. Na šampionátu vyhráli Kolumbijci s plým počtem 9 bodů základní skupinu C a v osmifinále vyřadili Uruguay poměrem 2:0. Ve čtvrtfinále proti Brazílii na dalšího jihoamerického soupeře již nestačili a prohráli 1:2. Zúñiga v závěru kopl kolenem do páteře Neymara, který byl odnesen na nosítkách (měl zlomený obratel) a jeho další start byl ohrožen. Zúñigův zákrok dodatečně prošetřovala FIFA, trest ale neudělila.